# لاوالده
لاوالده (به آلمانی: Lawalde) یک شهر در آلمان است که در گورلیتس واقع شده‌است. لاوالده ۲٬۱۰۰ نفر جمعیت دارد.